# Vår Herres Jesu Kristi nåd
Vår Herres Jesu Kristi nåd är en psalm med text ur Andra Korinthierbrevet 13:13 och musik skriven 1986 av Jan Stenbaek.

## Publicerad i
- Segertoner 1988 som nr 413 under rubriken "Den kristna gemenskapen - Gudstjänsten".[1]